# 拉斯米納斯山脈

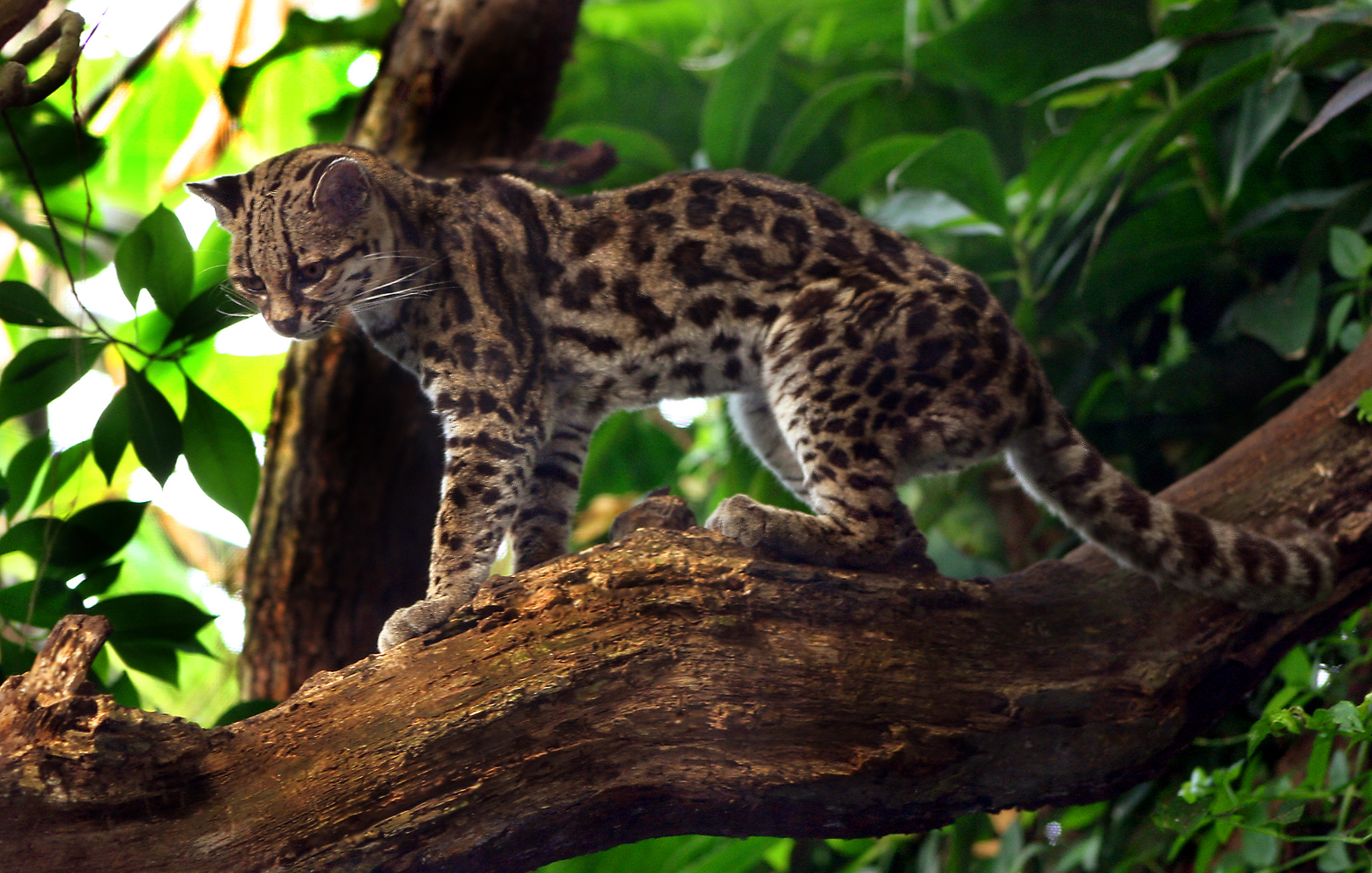

拉斯米納斯山脈是危地馬拉的山脈，位於該國東部，橫跨下維拉帕斯省、上維拉帕斯省、普羅格雷索省、薩卡帕省和伊薩瓦爾省，長130公里、寬30公里，面積4,274平方公里，最高點海拔高度3,015米。

## 外部連結
- Fundación Defensores de la Naturaleza （页面存档备份，存于）
- Description of Sierra de las Minas biosphere reserve
- UNESCO data on the Sierra de las Minas biosphere reserve （页面存档备份，存于）
- Parkswatch （页面存档备份，存于）

15°10′00″N 89°40′00″W / 15.16667°N 89.66667°W